# Josef Opitz
Josef Opitz (19. března 1890 Praha – 24. dubna 1963 Tübingen) byl sudetoněmecký historik umění – medievalista, vědec, muzejní pracovník a malíř.

## Životopis
Narodil se v sudetoněmecké rodině teritoriálních českých vlastenců, usedlých v Praze, s kořeny v severovýchodních Čechách, a to na Šluknovsku, Rumbursku a Broumovsku, nejméně pěti generací. Jeho otec Ferdinand a strýc Wenzel provozovali úspěšnou ryteckou a litografickou dílnu, tiskárnu a prodejnu papírnictví v Celetné ulici na Starém Městě pražském. Jeho matka Terezie, rozená Militká, pocházela z české rodiny. Z otcova prvního manželství měl nevlastního bratra Ferdinanda Ignáce (1885–1960), který vyrůstal u prarodičů Grohmannových, vystudoval sochařství na pražské Akademii u J. V. Myslbeka, odjel na stipendijní cestu do Říma a usadil se ve Vídni.
Po absolutoriu německého gymnasia na Vinohradech Josef Opitz začal studium právnické fakulty Karlovy univerzity, ale po dvou semestrech přestoupil na filozofickou fakultu německé univerzity, kde vystudoval dějiny umění jako žák prof. Alwina Schultze a Aloise Rzacha, protože seminář dějin umění svého specialistu pro novověkou uměnovědu již neměl. Absolvoval roku 1916. Nejprve tam vykonával funkci jednoho ze dvou asistentů semináře dějin umění a přátelil se mj. s židovsko-německými spolužáky, například s Maxem Brodem. Dále vystudoval jednoletý kurs restaurátorských technik na Akademii ve Vídni.
Od roku 1926 do 30. let 20. století pracoval na výzkumu severočeského gotického sochařství v muzeu v Chomutově a v Kadani. Oženil se v Praze se sudetskou Němkou Elsou, rozenou Sperker (* 1892), a žil v Praze. Dojížděl do Kadaně, kde jeho žena byla učitelkou a kde se mu narodil jediný potomek, dcera Brigitte.
Položil základ studia dějin středověkého a renesančního umění severozápadních Čech. Výsledky dlouholetého výzkumu publikoval v řadě studií v českých i německých časopisech a formou výstavních katalogů. Zamýšlel je shrnout v publikaci o dvou svazcích, nazvané Sochařství v Čechách za doby Lucemburků. První díl vydal v Praze česky roku 1935, zahrnoval léta 1310–1360. Druhý svazek měl obsáhnout léta 1360–1420, ale ten již nevydal.
Dále Josef Opitz pracoval jako knihovní čekatel v Univerzitní knihovně v Praze, od roku 1930 jako knihovník na Akademii výtvarných umění, kde od roku 1936 také přednášel a habilitoval se jako docent dějin umění. Učil také dějiny umění na – tehdy střední – Uměleckoprůmyslové škole v Praze. Po Mnichovu, a zejména po zavedení rasových Norimberských zákonů byl Josef Opitz vytipován za vhodného kandidáta na vedoucí funkci dosud českého muzejnictví.
V červnu roku 1941 byl říšským protektorem pro Čechy a Moravu jmenován přednostou historicko-archeologického oddělení Národního muzea v Praze. V této funkci setrval do počátku května 1945, kdy uprchl do západního Německa a propukla jeho duševní nemoc.
Od května roku 1945 žil na německé straně Šumavy ve vesnici Finsterau, kde se sešel s rodinou a díky manželce, která tam učila na obecné škole, mohla rodina bydlet v budově školy, zatímco ostatní vysídlení Němci museli sdílet dřevěná provizoria. Věnoval se kreslení a malbě, zejména portrétů, konvolut obrazů byl později převzat do tamního muzea. Žil tam i s rodinou do roku 1956, kdy odjeli do Tübingenu. Ke své původní profesi ani k publikaci rozpracovaných uměleckohistorických prací se již nevrátil.

## Dílo
První články o díle sochaře Ulricha Creutze vydal německy roku 1922. Dále napsal či se podílel jako spoluautor na dvou desítkách knižních titulů (včetně katalogů výstav), převážně o starém umění a místopisu okresů Kadaň, Teplice, Chomutov a Most. Psal také o plastice období baroka a rokoka. Uspořádal několik výstav, naposledy v Praze v ambitu Lorety o madonách.